# Through the Season
Through the Season（スルー ザ シーズン）は、日本の女性歌手、観月ありさの15枚目のシングル。

## 解説
- 森永乳業「piknik」'98 CMイメージソング（本人出演）。
- 順位、売上枚数共に最低記録を更新した。
- 作詞を担当した海老根祐子と沢山語って詞を書いて貰ったという。
- ジャケットは、それまでのロングヘアーからボブカットに変わっている。

## 収録曲
1. Through the Season
作詞：海老根祐子　作曲・編曲：葉山拓亮
森永乳業「piknik」'98 CMイメージソング。
2. Previous days
作詞・作曲・編曲：T2ya
3. Through the Season（Instrumental）
4. Previous days（Instrumental）

## 収録アルバム
- innocence
- HISTORY～ALISA MIZUKI COMPLETE SINGLE COLLECTION～
- VINGT-CINQ ANS